# Rete tranviaria di Bruxelles
La rete tranviaria di Bruxelles, gestita da STIB-MIVB, è un sistema di trasporto pubblico della città belga di Bruxelles ed è composto da una rete di diciannove linee per un totale di 139 km e 291 fermate.
Alcune tratte centrali della rete sono interrate, e costituiscono il cosiddetto "pre-metrò" (premetro), predisposto per un'eventuale integrazione futura nella rete della metropolitana.